# Ричард Хендерсън
Ричард Хендерсън (на английски: Richard Henderson) е шотландски молекулярен биолог и биофизик, носител на Нобелова награда за химия за 2017 г. за разработване на криолектронната микроскопия, която революционизира биохимията.

## Биография
Роден е на 19 юли 1945 година в Единбург, Шотландия. През 1966 завършва бакалавърска степен по физика в Единбургския университет, а през 1969 година получава докторска степен в Кеймбриджкия университет. От 1973 година работи в Лабораторията по молекулярна биология в Кеймбридж, която оглавява през 1996 – 2006 година. Изследванията му са в главно областта на структурната биология.
През 2017 година получава Нобелова награда за химия, заедно с Жак Дюбоше и Йоахим Франк, „за разработването на криоелектронната микроскопия за високорезолюционно определяне на структурата на биомолекули в разтвор“. Благодарение на тяхното откритие изследователите вече могат да създават триизмерни структури от биомолекули. Дълго време се смята, че електронните микроскопи са подходящи за заснемане само на мъртва материя, тъй като силният им електронен лъч унищожава биологичния материал, но през 1990 г. Хендерсън успешно създава триизмерно изображение на протеин с резолюция на атомно ниво, използвайки електронен микроскоп. Пробивът му доказва потенциала на технологията.

## Отличия
- медал „Ханс Кребс“ на Федерацията на европейските биохимични дружества (1984);
- награда „Александър Холъндър“ на американската Национална академия на науките от (2016);
- Нобелова награда за химия (2017).